# Cueva de Coxcatlán
La cueva de Coxcatlán es un sitio arqueológico mesoamericano en el Valle de Tehuacán de Puebla, México. 
Fue descubierta por Richard MacNeish en la década de 1960 durante un estudio del Valle de Tehuacán. Fue la aparición inicial de tres plantas domesticadas en el Valle de Tehuacán (Puebla, México) y permitió realizar una evaluación nuevamente del contexto temporal general de la domesticación de plantas en México. Además de las plantas, la cueva de Coxcatlán también proporcionó casi el 75 por ciento de las herramientas de piedra clasificadas de la excavación.
Se utilizó durante un lapso de 10,000 años, principalmente durante el período Arcaico , como refugio y lugar de reunión durante la temporada de lluvias para grupos de recolectores de hasta 25-30 individuos. Es uno de una colección de sitios de cuevas en el Valle de Tehuacán. Cada uno tiene restos arqueobotánicos y artefactos culturales similares , que representan una comunidad comercial presente. Estos campamentos de “macrobandas”, compuestos por agrupaciones familiares de “microbandas”, ocuparían sitios de cuevas en la región durante una época en que los recursos alimentarios eran especialmente abundantes. La evidencia de grandes cantidades de alimentos contribuye a la creencia de que estas cuevas se utilizaron para recolectar y almacenar plantas durante los períodos de cosecha.